# Хальтенанго-де-ла-Пас
Хальтенанго-де-ла-Пас (исп. Jaltenango de la Paz), также известный как Анхель-Альбино-Корсо (исп. Ángel Albino Corzo) — посёлок в Мексике, штат Чьяпас, входит в состав муниципалитета Анхель-Альбино-Корсо и является его административным центром. Численность населения, по данным переписи 2020 года, составила 11 875 человек.

## Общие сведения
Название Jaltenango с языка науатль можно перевести как — барьер или песчаная стена.
12 октября 1925 года было подано заявление на создание крестьянского хозяйства Хальтенанго.
9 марта 1927 года Халтенанго становится посёлком и наделяется сельскохозяйственными землями.
4 февраля 1933 года посёлок сменил название на Анхель-Альбино-Корсо, в честь губернатора штата Чьяпас 1855—1861 годов — Анхеля Альбино Корсо.
6 августа 1973 года его вновь переименовывают, теперь в Хальтенанго-де-ла-Пас.